# Bille (flod)
 For alternative betydninger, se Bille. (Se også artikler, som begynder med Bille)
Bille er en flod i det nordlige Tyskland, beliggende under Kreis Stormarn i delstaten Slesvig-Holsten og er én af Elbens bifloder fra højre, med en længde på 65 km. Den har sit udspring nær Linau, nord for skoven Hahnheide. Den løber så syd for Trittau, og fungerer som grænse mellem Stormarn og Lauenburg. Den fortsætter syd om Reinbek og munder ud i Elben nær Billwerder. Flere gamle bygninger og parkanlæg ligger langs floden.
Bille er en af de tre floder som løber gennem Hamborg. De to andre er Elben og Alster.